# Aguas Calientes (Perù)
Aguas Calientes, il cui nome ufficiale è Machupicchu Pueblo, è un villaggio peruviano della regione di Cusco. È il capoluogo del distretto di Machupicchu, nella provincia di Urubamba.
Situato lungo il fiume Urubamba, Aguas Calientes è il punto di accesso più vicino al sito archeologico di Machu Picchu, che si trova a circa 9 chilometri di distanza. Il villaggio non è accessibile su strada, può essere raggiunto esclusivamente in treno o a piedi.

## Storia
Le origini di Aguas Calientes risalgono al 1901, anno in cui iniziò la costruzione della ferrovia per collegare la città di Cusco al distretto di Santa Ana. Nel 1928 la ferrovia arrivò fino all'area del campo di Maquinachayoq, che divenne il centro delle operazioni di macchinari e attrezzature pesanti del progetto, attorno al quale si stabilirono i lavoratori ferroviari.
Il turismo ha svolto un ruolo fondamentale nello sviluppo del villaggio. La proclamazione del sito archeologico di Machu Picchu come una delle nuove sette meraviglie del mondo moderno (2007), la celebrazione del centenario della sua scoperta scientifica (2011) e l'aumento del turismo che ha portato il Perù tra le prime destinazioni turistiche mondiali, hanno contribuito a far crescere la popolazione di Aguas Calientes, che nel 2017, secondo il censimento peruviano, contava 4 525 abitanti.